# Kabinett Osswald III
Das Kabinett Osswald III bildete vom 18. Dezember 1974 bis 20. Oktober 1976 die Landesregierung von Hessen. Die Wahl des Ministerpräsidenten erfolgte ebenfalls am 18. Dezember 1974.

## Kabinett
| Amt                                    | Name                                | Partei                                                                      | Partei | Staatssekretäre                           |
| -------------------------------------- | ----------------------------------- | --------------------------------------------------------------------------- | ------ | ----------------------------------------- |
| Ministerpräsident                      | Albert Osswald                      |                                                                             | SPD    | Günter Bovermann (Chef der Staatskanzlei) |
| Stellvertreter des Ministerpräsidenten | Heinz Herbert Karry                 |                                                                             | FDP    |                                           |
| Wirtschaft und Technik                 | Heinz Herbert Karry                 | Helmut Schnorr (bis 14. November 1975) Ekkehard Gries (ab 2. Dezember 1975) | FDP    |                                           |
| Inneres                                | Hanns-Heinz Bielefeld               |                                                                             | FDP    | Heinrich Kohl                             |
| Finanzen                               | Heribert Reitz                      |                                                                             | SPD    | Jochen Vogler                             |
| Justiz                                 | Herbert Günther                     |                                                                             | SPD    | Horst Werner                              |
| Soziales                               | Horst Schmidt (bis 4. Oktober 1976) |                                                                             | SPD    | Adolf Philippi                            |
| Kultus                                 | Hans Krollmann                      |                                                                             | SPD    | Vera Rüdiger                              |
| Landwirtschaft und Umwelt              | Willi Görlach                       |                                                                             | SPD    | Reinhard Strehlke                         |